# Quatro Pontes
Quatro Pontes là một đô thị thuộc bang Paraná, Brasil. Đô thị này có diện tích 114,393 km², dân số năm 2007 là 3789 người, mật độ 31,8 người/km².